# Ferrari F10
Ferrari F10 — болід Формули-1, розроблений і виготовлений Ferrari для участі в чемпіонаті Формули-1 2010 року. Шасі було розроблене Альдо Костою, Ніколасом Томбазісом і Марко де Лукою, а Лука Марморіні керував розробкою двигуна та електроніки. Болід був представлений в Маранелло, Італія, 28 січня 2010 року.

## Презентація
F10, 56-й болід Ferrari для участі у Формулі-1, був представлений у Маранелло та онлайн 28 січня 2010 року. Феліпе Масса мав провести першу перевірку нового боліда пізніше того ж дня на трасі Фіорано, але через погану погоду дебют F10 на трасі було перенесено на наступний день. Однак погодні умови не покращилися, тому перший запуск автомобіля відбувся на першому груповому тесті на трасі імені Рікардо Тормо у Валенсії 1 лютого. 20 лютого Фернандо Алонсо заявив, що F10 став найкращим болідом, на якому він коли-небудь їздив, і що його справжній темп був прихований від суперників.

## Ліврея

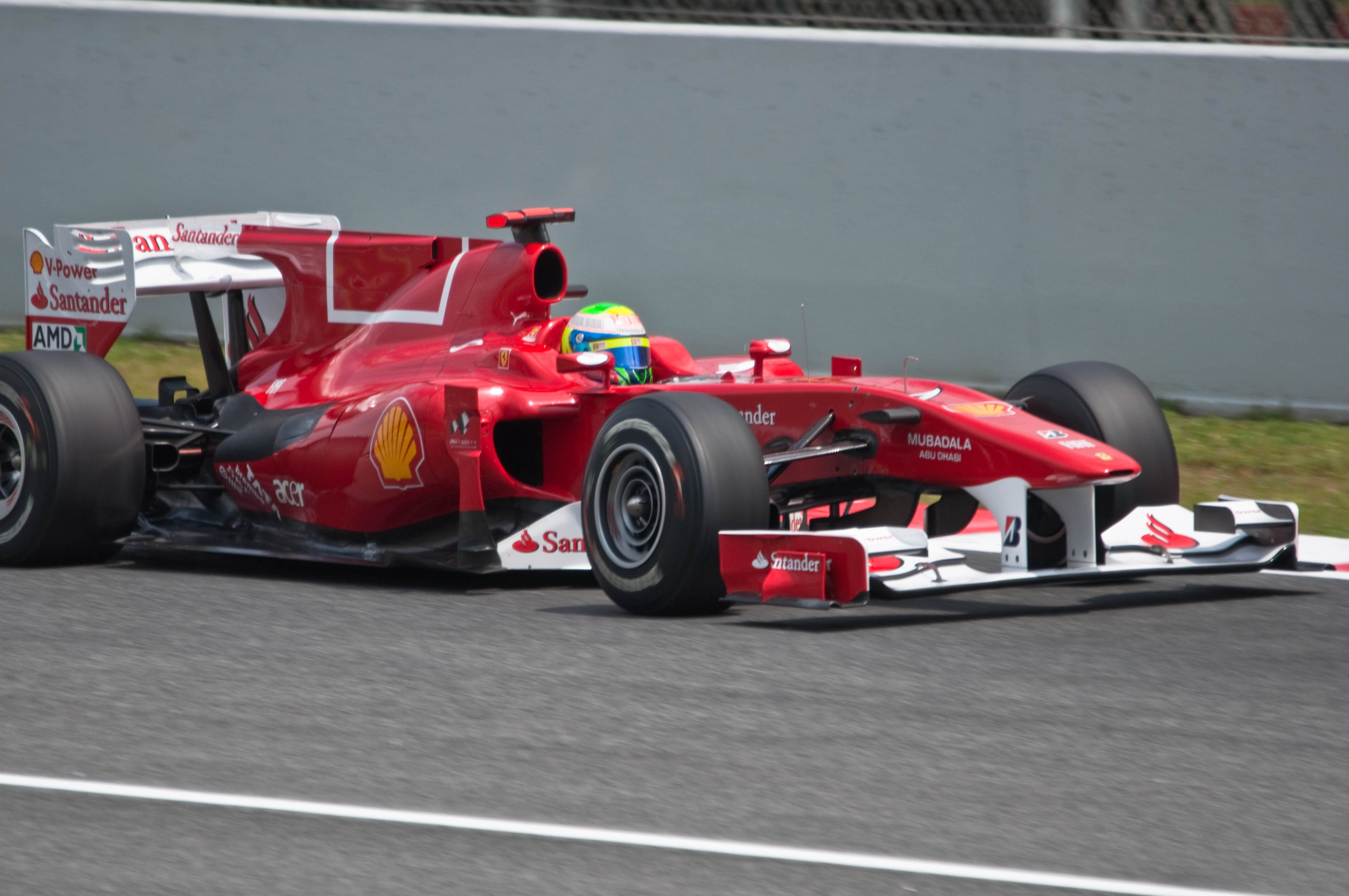
Змінена ліврея на F10 із червоним прямокутником з білим контуром.

Перед Гран-прі Іспанії Ferrari змінила ліврею F10 після того, як команду звинуватили в рекламі цигарок Marlboro з попереднім дизайном. Команда прибрала штрих-код з кришки двигуна та замінила його червоним прямокутником з білим контуром. У Туреччині Ferrari святкувала свій 800-й Гран-прі, а на їхні боліди було нанесено логотип присвячений цій події.

## Історія виступів

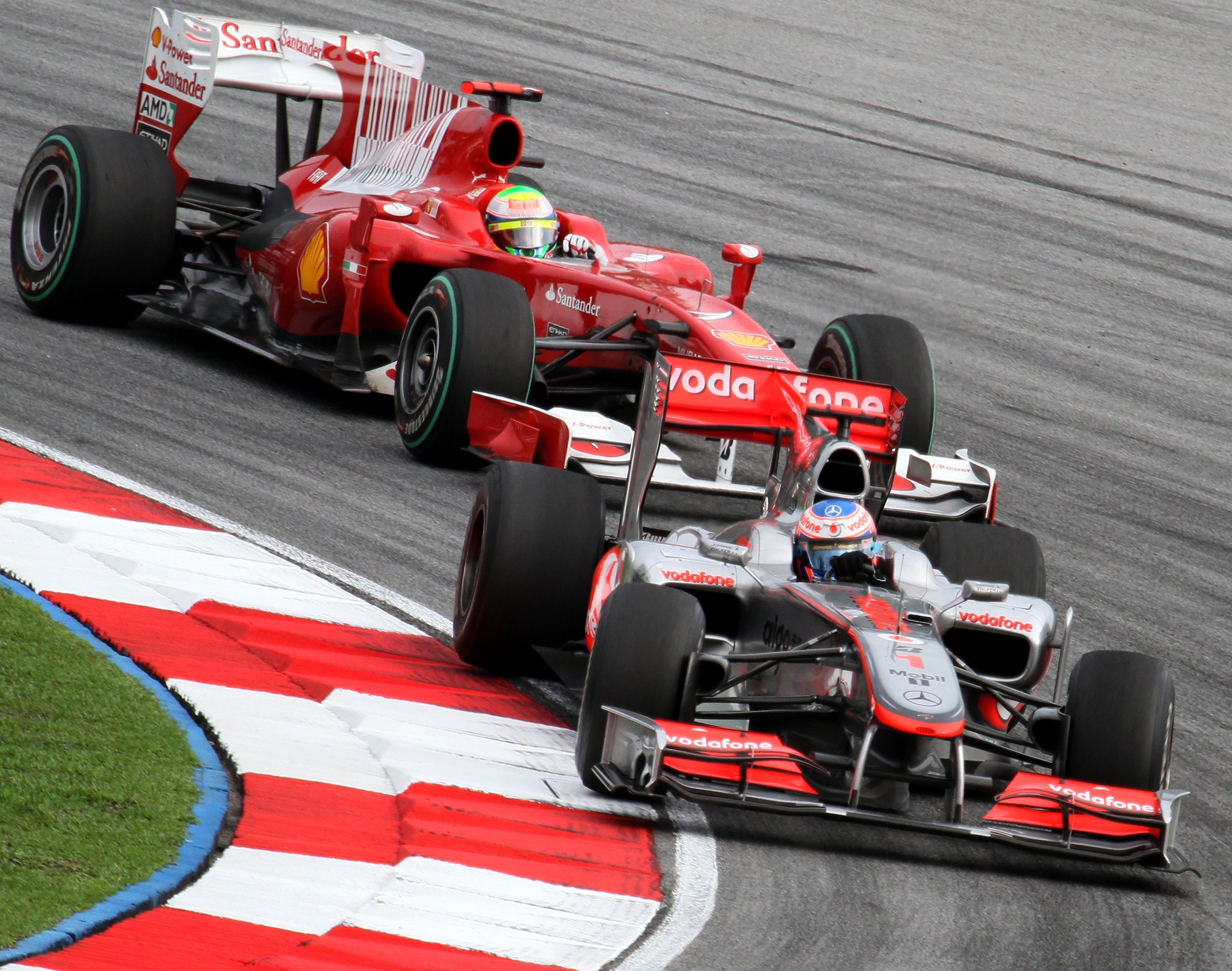
Феліпе Масса в боротьбі за сьоме місце з Дженсоном Баттоном на Гран-прі Малайзії після старту з 21-ї позиції.

F10 одразу виявився більш конкурентоспроможним, ніж його попередник, а Феліпе Масса та Фернандо Алонсо кваліфікувалися на Гран-прі Бахрейну другим та третім відповідно. Алонсо виграв гонку, а Масса фінішував позаду нього другим.
На Гран-прі Австралії Алонсо розвернувся в першому повороті після контакту з Дженсоном Баттоном. Це відкинуло іспанця в задню частину пелотону, але він зумів пробитися до четвертого місця на фініші, відразу позаду свого напарника по команді Масси, який фінішував третім.
На Гран-прі Малайзії Алонсо та Масса, а також Льюїс Гамільтон з McLaren не змогли пройти до другого сегменту кваліфікації, через те що не встигли виїхати до того, як дощ посилився. В гонці обидва пілоти Ferrari були змушені пробиватися через увесь пелотон. У Алонсо виникла проблема з пониженням передачі, яка зрештою призвела до відмови двигуна за два кола до фінішу. Незважаючи на те, що він не пройшов повну дистанцію, він був класифікований тринадцятим. Маса фінішував сьомим після того, як обійшов Баттона на останніх етапах гонки.
На Гран-прі Китаю Алонсо кваліфікувався третім, а Масса – сьомим. На початку гонки Алонсо отримав штрафний проїзд через піт-лейн за фальстарт. Обидва пілоти зробили контрпродуктивні піт-стопи для переходу на проміжні шини, що призвело до більш ніж 50-секундного відставання від Ніко Росберга, лідера гонки на той момент. Алонсо обійшов Массу перед в'їздом на піт-лейн, у результаті чого Масса був змушений чекати позаду Алонсо, поки його напарника обслуговували. Автомобіль безпеки, спричинений зіткненням Хайме Альгерсуарі з іншим болідом, дозволив решті пілотів, включаючи Алонсо та Массу, наздогнати лідерів. За кілька кіл до фінішу Алонсо обійшов Роберта Кубіцу та став четвертим де і фінішував після ще одного вражаючого пориву в третій гонці поспіль. Масса зіштовхнувся з проблемами в фінальній частині гонки та фінішував дев’ятим. Ferrari відкрито визнали, що вони не досягли того, на що були здатні, поступившись першим місцем в Кубку конструкторів McLaren.
Для Гран-прі Іспанії на F-10 з'явилася система F-duct. Вперше представлена McLaren на MP4-25, система F-duct  була аеродинамічним допоміжним засобом, який змушував заднє крило перейти в стан звалювання на високій швидкості, зменшуючи аеродинамічний опір і збільшуючи швидкість на прямих. На відміну від системи на MP4-25, на F10 використовувалась накладку на лівій руці пілота, щоб блокувати потік повітря.
Під час Гран-прі Європи на болідах Ferrari з'явився вихлопний дифузор, концепція, вперше представлена командою Red Bull. Ferrari перемістила вихлопну трубу між задніми верхніми та нижніми поперечними важелями, посилила кузов і вузли задніх верхніх та нижніх поперечних важелів, щоб вони краще справлялися з високими температурами, а також змінила розташування задніх гальмівних каналів.

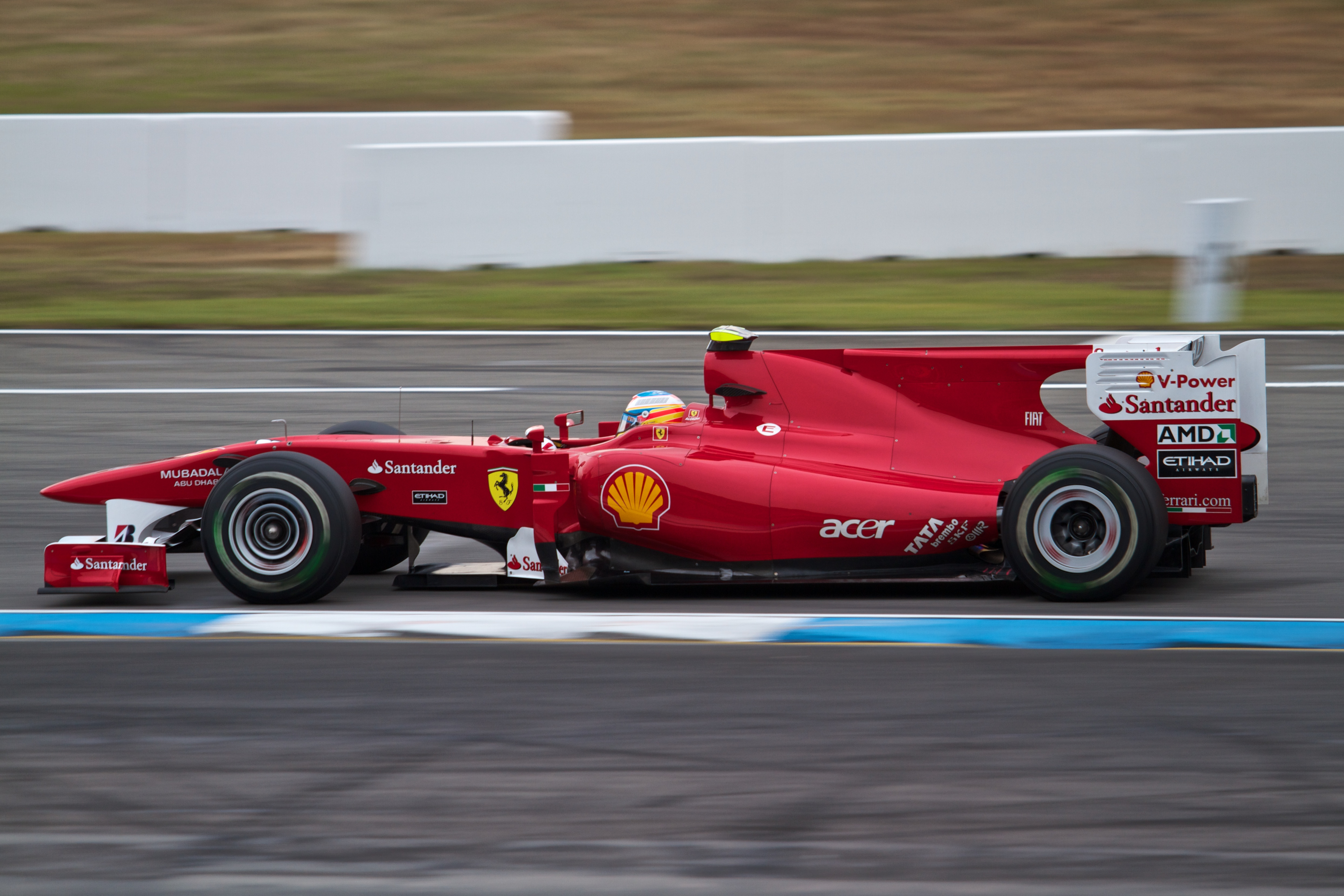
Фернандо Алонсо на Гран-прі Німеччини.

На Гран-прі Німеччини Алонсо та Масса кваліфікувались другим і третім відповідно. На початку гонки Алонсо обійшов Себастьяна Феттеля з Red Bull, в той час як Масса випередив їх обох та вийшов в лідери гонки. На сорок дев'ятому колі пілоти обмінялися позиціями, після того як Масса отримав закодовану вказівку пропустити Алонсо. Алонсо здобув другу перемогу в сезоні, а Масса фінішував другим, зумівши стримати Феттеля позаду. Після Гран-прі Ferrari отримала штраф у розмірі 100 000 доларів за використання командних наказів, які були заборонені згідно спортивного регламенту. Команду також могли виключити з підсумкових результатів Гран-прі, але FIA відмовилась від цієї ідеї.
На Гран-прі Бельгії Ferrari представила вдосконалену схему подвійного дифузора та заднє антикрило в стилі Red Bull на боліді Феліпе Масси.
На Гран-прі Італії Ferrari встановила на обох болідах модифіковані передні та задні антикрила для зменшення притискної сили. Оновлення допомогли Алонсо здобути першу поул-позицію в сезоні, в той час як Масса кваліфікувався третім. На початку гонки Баттон випередив Алонсо, але краща стратегія посприяла тому, що Алонсо знову вийшов в лідери та здобув перемогу. Масса завершив гонку третім, що принесло команді перемогу та подвійний подіум в її домашньому Гран-прі.
На Гран-прі Сінгапуру, яке багато хто вважає однією з найкращих гонок Алонсо, він знову взяв поул після того, як Себастьян Феттель помилився в третьому сегменті кваліфікації. В гонці Алонсо зумів стримати Феттеля позаду та здобув перемогу, фінішувавши в двох десятих секунди попереду німця. Алонсо також лідирував на кожному колі та показав найшвидше коло гонки. Масса пробився до десятого місця на фініші, стартувавши останнім через проблеми з коробкою передач в кваліфікації. Він піднявся до восьмого місця, після того як Адріан Сутіл та Ніко Гюлькенберг отримали штрафи.
На Гран-прі Японії Алонсо кваліфікувався п'ятим та був підвищений до четвертого місця на старті після штрафу Гамільтона. Масса не зумів пройти в другий сегмент кваліфікації та був змушений стартувати з дванадцятої позиції. На початку гонки Масса, намагаючись обійти Ніко Росберга, виїхав на траву та втратив керування, після чого зіштовхнувся з Вітантоніо Ліуцці. Алонсо вийшов на третє місце після сходу Роберта Кубіци, але не зміг нав'язати серйозну боротьбу пілотам Red Bull, так і фінішувавши позаду них на третій позиції.
На Гран-прі Кореї Алонсо та Масса кваліфікувались третім та шостим відповідно. Дощовий Гран-прі був сповнений подій: Марк Веббер розбився після рестарту гонки, а в Себастьяна Феттеля вибухнув двигун, що дозволило Алонсо виграти гонку та вийти в лідери чемпіонату. Масса завершив гонку без пригод та фінішував третім.
В Бразилії траса більше підходила аеродинамічним болідам Red Bull, що дозволило їм взяти дві найвищі сходинки на подіумі, в той час як Алонсо фінішував позаду них третім. Гонка Масси була зруйнована під час першого піт-стопу, коли йому неправильно встановили переднє праве колесо і йому довелося заїжджати на додатковий піт-стоп на наступному колі. Пізніше він зіштовхнувся з Себастьєном Буемі, що призвело до розвороту та втрати позицій. Він завершив гонку п'ятнадцятим.
На останній гонці в Абу-Дабі Алонсо потрібно було лише друге місце, щоб виграти чемпіонат, і лише четверте, якщо Феттель виграє гонку. Незважаючи на те, що Феттель здобув поул, все почалося добре з того, що Алонсо посів третє місце в кваліфікації, але в гонці Ferrari обрала неправильну стратегію, коли закликала Алонсо в бокси занадто рано, і це невдовзі поставило його в невигідну позицію. Він опинився на сьомому місці, і йому довелося боротися за вищі місця, але, незважаючи на всі зусилля Алонсо, Ferrari F10 зі зниженою потужністю двигуна (це був п'ятий поспіль Гран-прі для двигуна через несправності інших двигунів і проблеми в першій частині сезону) не зумів обійти Віталія Петрова (який з двигуном Renault мав набагато вищу максимальну швидкість, ніж Алонсо), і іспанець зрештою втратив шанс здобути свій третій титул чемпіона і завершив чемпіонат на другому місці.

## Результати
| Рік      | Команда                   | Двигун         | Шини | Пілот           | 1   | 2   | 3   | 4   | 5   | 6   | 7   | 8   | 9   | 10  | 11  | 12  | 13   | 14  | 15  | 16   | 17  | 18  | 19  | Очки | Місце |
| -------- | ------------------------- | -------------- | ---- | --------------- | --- | --- | --- | --- | --- | --- | --- | --- | --- | --- | --- | --- | ---- | --- | --- | ---- | --- | --- | --- | ---- | ----- |
| 2010     | Scuderia Ferrari Marlboro | Ferrari 056 V8 | B    |                 | БАХ | АВС | МАЛ | КИТ | ІСП | МОН | ТУР | КАН | ЄВР | ВЕЛ | НІМ | УГО | БЕЛ  | ІТА | СІН | ЯПО  | КОР | БРА | АБУ | 396  | 3     |
| 2010     | Scuderia Ferrari Marlboro | Ferrari 056 V8 | B    | Феліпе Масса    | 2   | 3   | 7   | 9   | 6   | 4   | 7   | 15  | 11  | 15  | 2   | 4   | 4    | 3   | 8   | Схід | 3   | 15  | 10  | 396  | 3     |
| 2010     | Scuderia Ferrari Marlboro | Ferrari 056 V8 | B    | Фернандо Алонсо | 1   | 4   | 13† | 4   | 2   | 6   | 8   | 3   | 8   | 14  | 1   | 2   | Схід | 1   | 1   | 3    | 1   | 3   | 7   | 396  | 3     |
| Джерело: |                           |                |      |                 |     |     |     |     |     |     |     |     |     |     |     |     |      |     |     |      |     |     |     |      |       |

Примітки:
- — Не фінішував на Гран-прі, але був класифікований, оскільки подолав понад 90 % дистанції.